# 恭獻賢妃
恭献贤妃（1391年—1410年），权氏，明成祖宠妃。朝鲜人，權執中之女，本貫安東權氏。

## 生平
永乐六年（1408年）十一月，宦官黄俨等人到朝鲜为明成祖选贡女。次年（1409年），又有数次筛选。共选得权氏、任氏、李氏、吕氏、崔氏五人，送入明朝后宫。权氏时年十八岁（虚岁）:15—16，20，嘉善大夫、工曹典书權執中之女:113。
永乐七年（1409年）二月，明成祖祖册封妃嫔。其中，权氏受封为贤妃，其兄权永均也升为光禄寺卿。《明史》称权贤妃，“姿质穠粹，善吹玉箫，帝爱怜之。”
永乐八年（1410年）十月，权贤妃随明成祖一起北征。胜利归来的时候，她于十月二十四日在临城县逝世，年仅二十岁，葬于峄县。明成祖命令当地民众看守她的陵墓，还有想将之迁葬于北京天寿山，与徐皇后合葬长陵，謚號恭獻。《朝鮮王朝實錄》又称她为“显仁妃”。中国研究者认为“显仁妃”是她封号“贤妃”的变音:113。
明成祖对权贤妃的逝世十分悲伤。召见其兄权永均时“含泪伤叹，至不能言”。后来，明成祖“召见朝鲜使臣时一再提起，感叹不已”:31。同时，成祖懷疑权贤妃死因並不單純。永乐十一年（1413年），此事旧话重提，被宫婢吕氏说成是同样来自朝鲜的吕婕妤串通太监、银匠“点毒药于茶进之”而毒杀，从而在後宮引發一場大獄，吕婕妤和相关的多名宫女都被杀害。永乐十九年（1421年），鱼吕之乱时，此案才被揭发是冤案:32:53。